# Магнолія (Міссісіпі)
Магнолія (англ. Magnolia) — місто (англ. city) в США, в окрузі Пайк штату Міссісіпі. Населення — 1883 особи (2020).

## Географія
Магнолія розташована за координатами 31°9′47″ пн. ш. 90°28′12″ зх. д. / 31.16306° пн. ш. 90.47000° зх. д. (31.163059, -90.469915).  За даними Бюро перепису населення США в 2010 році місто мало площу 16,03 км², з яких 15,91 км² — суходіл та 0,12 км² — водойми.

## Демографія
Згідно з переписом 2010 року, у місті мешкало 2420 осіб у 859 домогосподарствах у складі 573 родин. Густота населення становила 151 особа/км².  Було 1010 помешкань (63/км²).
Расовий склад населення:
| - 66,4 % — чорних або афроамериканців - 32,0 % — білих - 0,5 % — корінних американців - 0,3 % — азіатів |

До двох чи більше рас належало 0,6 %. Частка іспаномовних становила 1,2 % від усіх жителів.
За віковим діапазоном населення розподілялося таким чином: 24,1 % — особи молодші 18 років, 61,4 % — особи у віці 18—64 років, 14,5 % — особи у віці 65 років та старші. Медіана віку мешканця становила 36,9 року. На 100 осіб жіночої статі у місті припадало 101,2 чоловіків;  на 100 жінок у віці від 18 років та старших — 99,8 чоловіків також старших 18 років.
Середній дохід на одне домашнє господарство  становив 39 494 долари США (медіана — 26 120), а середній дохід на одну сім'ю — 50 229 доларів (медіана — 35 655). Медіана доходів становила 27 500 доларів для чоловіків та 22 222 долари для жінок. За межею бідності перебувало 29,3 % осіб, у тому числі 47,7 % дітей у віці до 18 років та 23,4 % осіб у віці 65 років та старших.
Цивільне працевлаштоване населення становило 557 осіб. Основні галузі зайнятості: освіта, охорона здоров'я та соціальна допомога — 32,3 %, виробництво — 21,4 %, роздрібна торгівля — 9,7 %, будівництво — 8,4 %.